# Hosackia oblongifolia
Hosackia oblongifolia är en ärtväxtart som beskrevs av George Bentham. Hosackia oblongifolia ingår i släktet Hosackia och familjen ärtväxter. Inga underarter finns listade i Catalogue of Life.